# クラウス・パンチェルズ
クラウス・パンチェルズ（Klaus Panchyrz、 1963年4月25日 - ）は、ドイツの元レーシングドライバー。ビトム出身。

## 経歴
1987年にフォーミュラ・フォード1600ドイツ選手権でレースキャリアを開始、初年度はポイント獲得が無かったが、2年目の1988年にシリーズランキング4位と上昇する。なお、同5位はミハエル・クルム、6位はミハエル・シューマッハ、9位はヨルグ・ミューラーだった。1989年はフォーミュラ・オペルロータス・ドイツ選手権で1勝を挙げ、ランキング7位を獲得。前年に続きミューラーと戦い、マルコ・ヴェルナー、パウロ・カルカスチも同期参戦した。

### フォーミュラ3
ドイツF3選手権には1988年にスポットで1戦参加し、1989年は7レースに参戦。1990年よりフル参戦し、シューマッハ、オットー・レンシング、ウォルフガング・カウフマンに次ぐランキング4位となる。同年はモナコグランプリF3（11位）、マカオグランプリ（13位）、イギリスF3選手権第10戦シルバーストン（9位）にも参戦した。
1991年はフォルクスワーゲン・モータースポーツに移籍、トム・クリステンセンのチームメイトとしてコンビを組んだ。同年第3戦ニュルブルクリンクで2位クリステンセンを2秒差で抑えてドイツF3初優勝を挙げる。モナコグランプリF3では2位に入った。

### フォーミュラ3000
1992年よりイギリスF2選手権に参戦。1993年には国際F3000選手権にスポット参戦した。しかし希望するフル参戦は叶わず、1994年はイギリスF2にスポット参戦となった。

### スポーツカーレース
フォーミュラ参戦を断念し、1994年よりレースシートを求めADACツーリングカーカップにフォード・モンデオで参戦。1995年に引退。2001年と2003年にドイツのV8スターシリーズで一時復帰。2012年のADACニュルブルクリンク24時間レースではポルシェ・997GT3で参戦するレースユニオン・テイヒマンレーシングよりアンドレアス・グルデン、ディルク・キスタルス、フランク・シュミックラーのチームメイトとして9年ぶりにレース参戦、総合19位（SP7クラス4位）で完走した。

## レース戦歴

### 国際F3000選手権
| 年     | チーム             | シャシー        | エンジン   | 1       | 2       | 3   | 4   | 5   | 6   | 7   | 8   | 9   | 順位 | ポイント |
| ------ | ------------------ | --------------- | ---------- | ------- | ------- | --- | --- | --- | --- | --- | --- | --- | ---- | -------- |
| 1993年 | Mönninghoff Racing | レイナード・92D | コスワース | DON DNQ | SIL Ret | PAU | PER | HOC | NUR | SPA | MAG | NOG | NC   | 0        |